# Біла (Фрідек-Містек)
Біла (чеськ. Bílá) — муніципалітет та громада в окрузі Фрідек-Містек у Моравсько-Сілезькому краї Чеської Республіки. В ньому проживає менше ніж 300 осіб.

## Розташування
Біла знаходиться в Моравсько-Сілезьких Бескидах на кордоні зі Словаччиною. Вздовж села протікає ріка Остравіце, на північному кордоні протікає ріка Черна Остравіце. Там вони зливаються і формують ріку Остравіце.

## Пам'ятки
В селі розташована Римсько-католицька церква Святого Фредеріка, яка була побудована на кошти архієпископа Фрідріха Егона фон Фюрстенберга у 1873-1874 рр.